# پنجه‌بازهای کوچک
پنجه‌بازهای کوچک (نام علمی: Coopernookia) یک سرده گیاهی از شش گونه درختچه کوچک چند ساله است که همگی بوم‌زاد استرالیا هستند. آنها دارای برگ‌های کرک‌دار و اغلب چسبنده و گل‌هایی با تقارن دو طرفه هستند.

## گونه‌ها
- Coopernookia barbata
- Coopernookia chisholmii
- Coopernookia georgei
- Coopernookia polygalacea
- Coopernookia scabridiuscula
- Coopernookia strophiolata